# ウラジーミル・コマロフ
ヴラジーミル・ミハイロヴィチ・コマロフ（ロシア語: Влади́мир Миха́йлович Комаро́в; IPA: [vlɐˈdʲimʲɪr mʲɪˈxajləvʲɪtɕ kəmɐˈrof]; 1927年3月16日 – 1967年4月24日）は、ソヴィエト連邦の試験飛行操縦士、航空宇宙飛行士、航空宇宙機関士。1964年10月、複数の搭乗員を乗船させた宇宙飛行、ヴォスホート1号 (Восход-1) の指揮を執った。後のソユーズ1号 (Союз-1) の打上げにおいては、有人宇宙飛行で初の単独操縦士に選抜され、ソ連の宇宙飛行士として2度の宇宙飛行を経験した最初の人物となった。1967年4月23日、コマロフはソユーズ1号に単独で搭乗し、宇宙へと打ち上げられたが、落下傘型安全装置が機能せず、ソユーズ宇宙船は地上に墜落した。宇宙事故で死亡した最初の人物にもなった。
1960年に選抜された宇宙飛行士の第1隊の中では、コマロフは最も経験豊富かつ優秀な候補者とみなされた。宇宙飛行計画に参画中の彼は、医学的見地から、「訓練や宇宙飛行には不適格」との宣告を2回受けたが、剛毅さ、優れた技術、工学技術の知識により、自身の役割を果たし続けた。1960年1月に設立されたガガーリン宇宙飛行士訓練センターでの訓練生のころには、宇宙船の設計、宇宙飛行士の訓練、評価、広報・宣伝活動に尽力した。

## 生い立ちと教育
1927年3月16日、モスクワに生まれた。ヴラジーミルには、1915年生まれの異母姉・マチルダがおり、ともに育った。父親のミハイル・ヤーコヴレヴィチ・コマロフ (Михаил Яковлевич Комаров) は貧しい労働者であり、家計を支えるためにさまざまな低賃金の仕事に従事していた。1935年、ヴラジーミルは地元の小学校で正式な学校教育を受け始めた。彼は数学に対して天賦の才を発揮した。1941年、第二次世界大戦ならびにナチス・ドイツのソ連への侵攻を理由にヴラジーミルは学校を辞め、集団農場の労働者として働いた。幼いころから航空学・宇宙飛行に興味を惹かれていたヴラジーミルは、航空関係の雑誌や写真を収集し、模型飛行機や自作のプロペラを作るようになった。1942年、15歳のヴラジーミルは、航空士になることを夢見て第1モスクワ特別空挺学校に入学した。その後まもなく、父親が「未確認の戦争行為」で死亡したことを知った。ドイツ軍の侵攻により、航空学校はやむを得ずシベリアのチュミン地方に建物を移転し、戦時中はここで過ごすことになった。ここでは航空学以外にも動物学、外国語、さまざまな科目が学べた。1945年、ヴラジーミルは優秀な成績を収め、航空学校を卒業した。第二次世界大戦は、ヴラジーミルが戦闘に召集される前に終わった。
1946年、コマロフはヴァローニェシュ州ヴァリサヴィレヴスク空軍基地のシュカロフ高等空挺学校で、最初の年の訓練を完了、その後、バタイスクにあるA・K・セロフ軍事航空大学校で訓練を完了させ、1949年に卒業した。卒業時、コマロフは操縦士の記章を授与され、ソ連空軍中尉に任命された。卒業する7か月前の1949年5月30日、コマロフは母を亡くしている。

## ソ連空軍
1949年12月、コマロフはグローズヌイを拠点とする北カフカース第42戦闘航空師団第383連隊で、戦闘機の操縦士を務めた。彼はここで、ヴァレンチーナ・ヤーコヴレヴナ・キシリョーヴァ (Валентина Яковлевна Киселёва) と出会った。2人は1950年10月に結婚した。
1952年には上級中尉に昇進し、その後、プリカルパーチェ地方の第279戦闘航空師団第486戦闘航空連隊の1等操縦士に任命された。1954年まで1等操縦士として働いたのち、ジューコフスキー空軍技術専門学校工学課程に入学した。1959年、コマロフは上級工学中尉に昇進した。同年末、彼はチカロフスキーにある中央科学研究所の試験操縦士になるという目標を達成した。

## 宇宙飛行士選抜

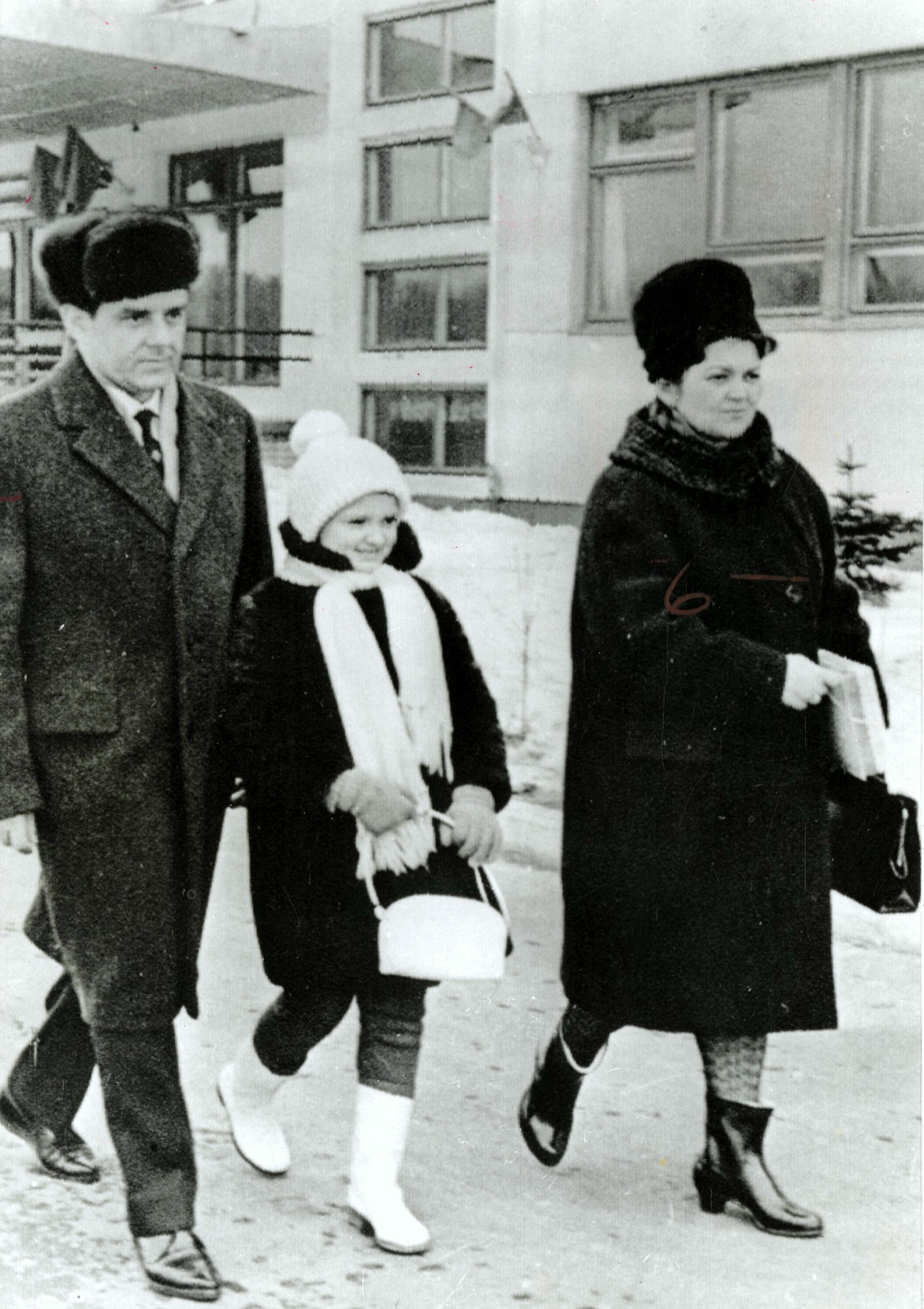
コマロフと妻のヴァレンチーナ、娘のイリーナ

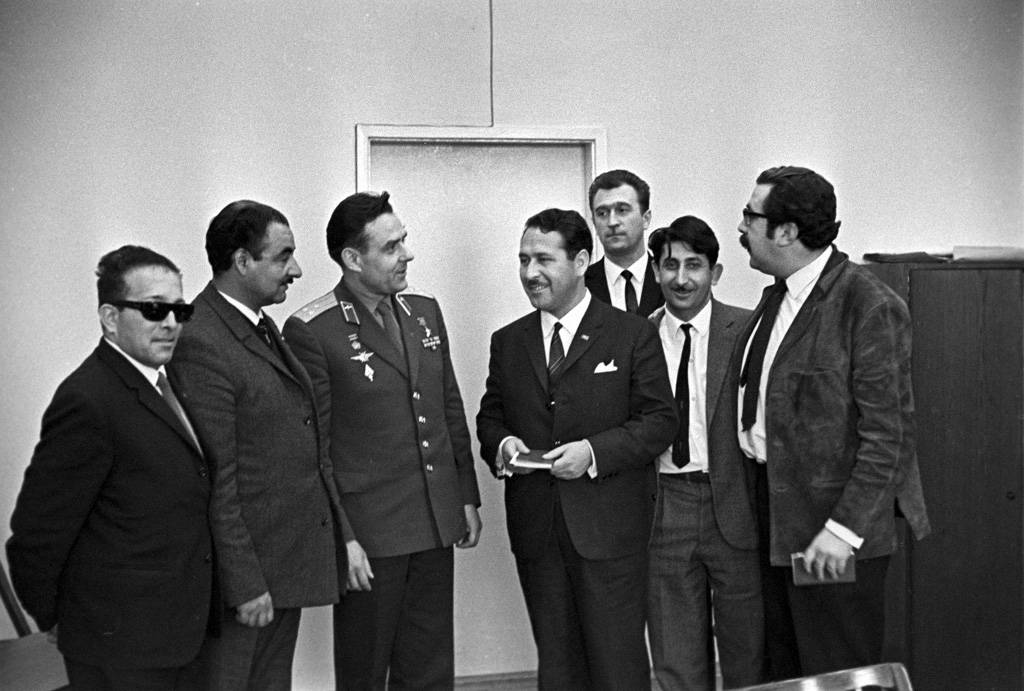
1966年、チリのジャーナリストと会談するコマロフ（左から3番目）

### 第1航空団
1959年9月、コマロフは主任技師に昇進し、約3000人の操縦士たちとともに宇宙飛行士候補者選考会への出席に招待された。彼は第1航空団で20人の候補者の1人に選ばれ、1960年3月13日にモスクワ郊外にある「TsPK」（モスクワ州ズヨーズヌイ・ガラードック, Звёздный Городок, 「星の街」）に赴き、他の操縦士たちとともに任務を開始した。優秀であったにもかかわらず、コマロフは上位6名の候補者には選ばれなかった。ロシアの宇宙計画の主任設計者であったセルギイ・カラーリェフ (Сергей Королев) が指定した年齢、身長、体重の制限を満たしていなかったのが理由であった。宇宙飛行訓練教官のマルク・ガーライ (Марк Галлай) は、取材訪問で「もしも基準が違っていたら」「確かに、コマロフは高度な知能の持ち主であり、候補者の1人に選ばれたかもしれない。彼には空軍士官学校での飛行経験もあった。『ヴォストーク』と『ヴォスホート』の設計は、コマロフの尽力によるところが大きい」と語った。当時、コマロフは32歳であり、選抜された操縦士の中では2番目に年上であった。セルギイ・カラーリェフは、操縦士の最高年齢について「27歳」と指定していた。第1隊の中でソ連空軍学校を卒業したのは、パーヴェル・ベリャーイェフ (Павел Бєляєв) とコマロフの2人だけであった。加えて、新型の航空機の航空試験技師の経験もあったのはコマロフだけであった。

### 訓練
宇宙飛行士の訓練開始直後の1960年5月、コマロフは軽い手術のために入院し、約半年間、医学的に身体訓練ができない状態にあった。当時、宇宙飛行士の選抜基準では体調が重視され、わずかでも不調が見つかれば即座に失格とされた。しかし、コマロフはすでに工学の資格を所持しており、「君なら遅れを取り戻せる」という行政側の説得に応じる形で訓練への残留を許可された。療養中の身でも、必修の学術研究は続けていた。コマロフの身体は医局員たちが予想していた以上に早く回復し、10月には訓練に復帰できた。彼はこの間に後輩の学術研究を手伝い、2歳年上のベリャーイェフからは「教授」というくだけた愛称で呼ばれるようになった。
1961年、最初の宇宙飛行が始まった。1962年、コマロフは、技能、階級、経験により、宇宙飛行士として3番目に高い報酬を得ていた。彼の月給は528ルーブル（現在の日本円で約59万円）であり、これより高給取りだったのは第1飛行士のユーリイ・ガガーリン (Юрий Гагарин) と、第2飛行士のゲルマン・チトフ (Герман Титов) だけであった。
宇宙飛行士の1人、ゲオルギー・ショーニン (Гео́ргий Шо́нин) が、遠心分離機の内部で、許容限度を超えた水準の重力加速度の感受性を明示すると、1962年5月に計画されていたヴォストーク二重任務のため、コマロフがショーニンの後任となった。パーヴェル・ポポーヴィチ (Павел Попович) の控えとしてヴォストーク4号にはコマロフが選ばれたが、その後に実施された定期心電図検査で、コマロフの心臓に異常が見付かったことにより、コマロフは宇宙飛行計画から外され、バリス・ヴォリーノフ (Борис Волынов) がその後釜になった。コマロフは、医局員や軍隊に根気よく働きかけ、宇宙飛行訓練への復帰を許可された。
1963年、宇宙飛行士の訓練は6つの団に分かれて実施され、コマロフはヴァレリー・ブィコフスキー (Вале́рий Быко́вский)、バリス・ヴォリーノフとともに第二団に所属となった。これらの団は、1963年の後半に予定されていた、最長5日間の任務に向けた訓練を行うことになっていた。1963年5月、スィミョーン・アレクスィーイェフ (Семен Алексеев) は、宇宙飛行士でソ連空軍の司令官、ニカラーイ・カマーニン (Николай Каманин) に対し、ヴォストーク5号の控えには、エヴゲーニイ・フルノフ (Евге́ни Хруно́в) ではなくコマロフのほうが適任ではないかと申し出た。コマロフはその後、パーヴェル・ベリャーイェフ、ゲオルギー・ショーニン、エヴゲーニイ・フルノフ、ドゥミートゥリー・ザイキン (Дмитрий Заикин)、ヴィクトル・ガルバートカ (Виктор Горбатко)、バリス・ヴォリーノフ、アレクスィー・リェオーノフ (Алексей Леонов) とともに、1964年に計画されたさらなる任務に向けて、別の団にも選ばれた。訓練団は、後のヴォストーク計画（ヴォストーク7号から13号）に向けて結成されたが、搭乗員は実際には任命されず、任務は本来のヴォストーク計画の後援下で遂行されることはなかった 。1963年12月、2年間の訓練を終えたコマロフは、カマーニンにより、ヴォリーノフ、リェオーノフとともに宇宙飛行士の最終選考に残った。
1964年4月、コマロフは、ヴァレリー・ブィコフスキー、パーヴェル・ポポーヴィチ、ゲルマン・チトフ、バリス・ヴォリーノフ、アレクスィー・リェオーノフ、エヴゲーニイ・フルノフ、パーヴェル・ベリャーイェフ、リェフ・ジョーミン (Лев Дёмин) とともに、宇宙飛行出発の準備が整った、と宣告された。これらの候補の中から、1964年末に予定されているヴォスホート任務の指揮官が選ばれることになる。5月に、訓練団はヴォリーノフ、コマロフ、リェオーノフ、フルノフの4人に絞られた。
訓練中のコマロフは、家族とともにズヨーズヌイ・ガラードックに住んでいた。余暇には、仲間の訓練生たちと一緒に、狩猟、クロスカントリー・スキー（平原をスキーで滑る）、アイス・ホッケーを楽しみ、社会活動にも励んだ。コマロフは仲間から好かれており、仲間はコマロフのことを「ヴァロージャ」（本人の名前「ヴラジーミル」の短縮形）と呼んでいた。パーヴェル・ポポーヴィチは、コマロフが同僚から瞻仰されていた理由について、謙虚な性格と（経験で得た）知識にある、と指摘している。コマロフについて、ポポーヴィチは「訓練生としてやってきた彼はすでに技師であったが、決して他人を見下すような真似はしなかった。思い遣りがあり、目的意識をもち、仕事熱心であった。ヴァロージャは仲間から信頼されており、仕事に関する質問だけでなく、個人的な疑問についてまで、仲間たちはあらゆる事柄について彼の元へ相談しに来ていた」と語った。
宇宙飛行士仲間のアレクスィー・リェオーノフは、コマロフについて「とても真剣に物事に取り組む」「一流の試験操縦士であった」と述べた。

## 宇宙飛行
1964年7月、健康上の理由で宇宙飛行士から外された者が出たことで、ヴォスホート1号に乗船できる飛行士は7名だけになった。7月6日、コマロフはヴォスホート1号の予備飛行士の司令官に任命された。ニカラーイ・カマーニンとセルギイ・カラーリェフのあいだで、宇宙船の搭乗員の選定について数か月間に及ぶ論争がおこなわれた。宇宙船の打上げ予定日の8日前である1964年10月4日、コマロフは搭乗員の総指揮官に任命された。その日の夜、カマーニンはヴォスホートの搭乗員たちとテニスに興じた。その際、カマーニンは、コマロフのテニスの技能が他の搭乗員たちと比べて未熟である点を指摘した。バリース・イェゴロフ (Борис Егоров) やコンスタンチン・フェアクチストフ (Константи́н Феокти́стов) に比べると、コマロフのテニスの手並みはぎこちなかったという。10月9日、コマロフは、セルギイ・カラーリェフを始めとする搭乗員たちとともにヴォスホート宇宙船の綿密な検査を行った。また、その日のうちに国営の記者団による取材を受けたり、カメラマンに向けて、自分たちがテニスに興じている姿も公開した。10月11日の朝、コマロフはこの日の翌日に宇宙へ持っていくことになる共産主義的な記念品を手渡された。この日の午後、搭乗員たちは再度宇宙船を点検し、カラーリェフから最後の指示を受けた。コマロフは、搭乗員たちの中でも膨大な訓練を受け、飛行経験を積んだ唯一の成員であった。他の2人の搭乗員は民間人であった。コマロフの呼び出し信号 (Call Sign) は「Рубин」（「ルービン」、ロシア語で「ルビー」の意味）であった。任務中のコマロフは、他の搭乗員たちとともに様々な任務（医療、航行試験、オーロラの観測）を遂行した。また、ヴォスホート1号に取り付けたイオン・スラスター（Ion Thruster, イオン（電荷を帯びた原子）を噴出することにより、推進力を得る小型ロケット・エンジン）の試験はコマロフ1人で実施した。
1964年10月10日、日本で東京オリンピックが開幕すると、コマロフは無線通信を通して挨拶の言葉を送った。
ヴォスホート1号の打上げおよび宇宙任務は、24時間以上にわたって続いた。搭乗員たちは無事に地球に着陸したのち、バイコヌール宇宙基地（カザフスタンのチュラタム (Тюратам) にあるロシアの宇宙基地）まで航空機に乗って帰還した。ニカラーイ・カマーニンは、自身の日記の中で「搭乗員たちは上機嫌であったが、コマロフは疲れているようだった」と記述している。10月19日、コマロフは他の搭乗員たちとともにモスクワの赤の広場で報告を行い、クレムリンでの公式会見に出席した。短いながらも科学的に重要な任務を成功させたコマロフは、大佐に昇進した。また、レーニン勲章 (Орден Ленина) とソ連邦英雄 (Герой Советского Союза) の称号も授与された。
1964年12月、戦略ロケット軍は、コマロフをソ連空軍から自分たちの部隊に移籍させて欲しい、と要請した。ソ連の戦略ロケット部隊は、空軍に比べてロケットの製造実績が芳しくなかったのが理由と思われる。この要請にはカマーニンが反対した。

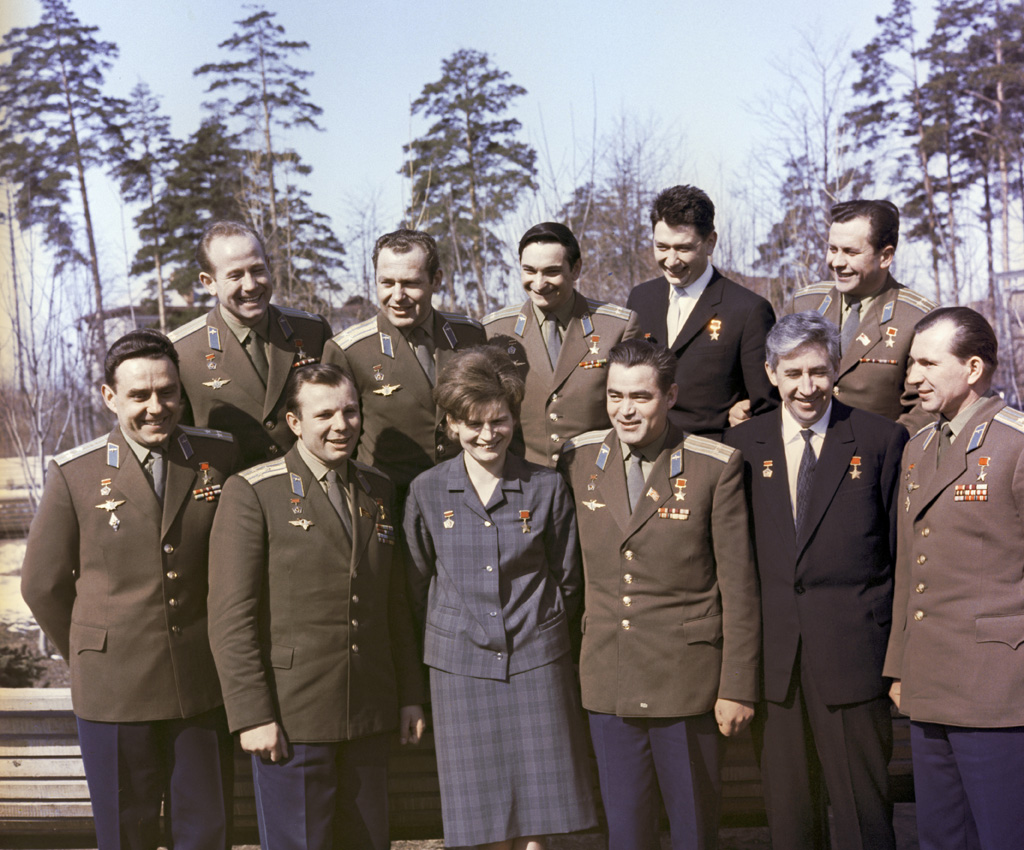
ソ連の宇宙飛行士の集合写真。前列、左端の人物がコマロフ（1965年7月）

1965年、コマロフはユーリイ・ガガーリンとともに、宇宙空間での船外活動の初の遂行を試みたヴォスホート2号の航空準備を指揮した。これには宇宙飛行士への宇宙服の装着、宇宙飛行の際の簡潔な指示が含まれた。4月、コマロフはカマーニン、ガガーリン、ゲルマン・チトフ、ベリャーイェフ、リェオーノフらとともにレニングラードを視察した。コマロフはヴァレンチン・グルシュコとともにピェトロパヴロフスク要塞を訪れた。ここは、グルシュコが1930年代初頭に初期のロケット実験を実施した場所でもあった。
同年9月、コマロフは西ドイツを視察した。
コマロフはガガーリン、リェオーノフとともにソユーズ計画に任命された。1966年7月、コマロフは日本に滞在していた。このとき、「ソ連邦は、予定時刻に自動宇宙船を月の周辺で飛行させてから地球に帰還させ、続いて宇宙空間での宇宙船の連結飛行、有人周回飛行を実施します」と無断で発表したことで、コマロフはカマーニンから叱責された。翌月、無重力試験を実施した際、ソユーズ宇宙船に付いている非常口が狭過ぎて、宇宙飛行士が宇宙服を着た状態では安全に脱出するのが不可能である事実が判明した。コマロフは、他の技師たちと現在進行中の設計上の不安材料を巡って口論となった。
その間、コマロフと仲間の宇宙飛行士たちは団と任務が幾度となく変更された。ユーリイ・ガガーリンは、コマロフたちに代わってレオニード・ブレジネフ (Леонид Брежнев) に手紙を送り、宇宙船の設計と製造に関する懸念事項について問題提起したが、政府からの反応が梨の礫であることについて、コマロフたちは徐々に不安を覚え始めていた。

### ソユーズ1号の墜落、コマロフの死

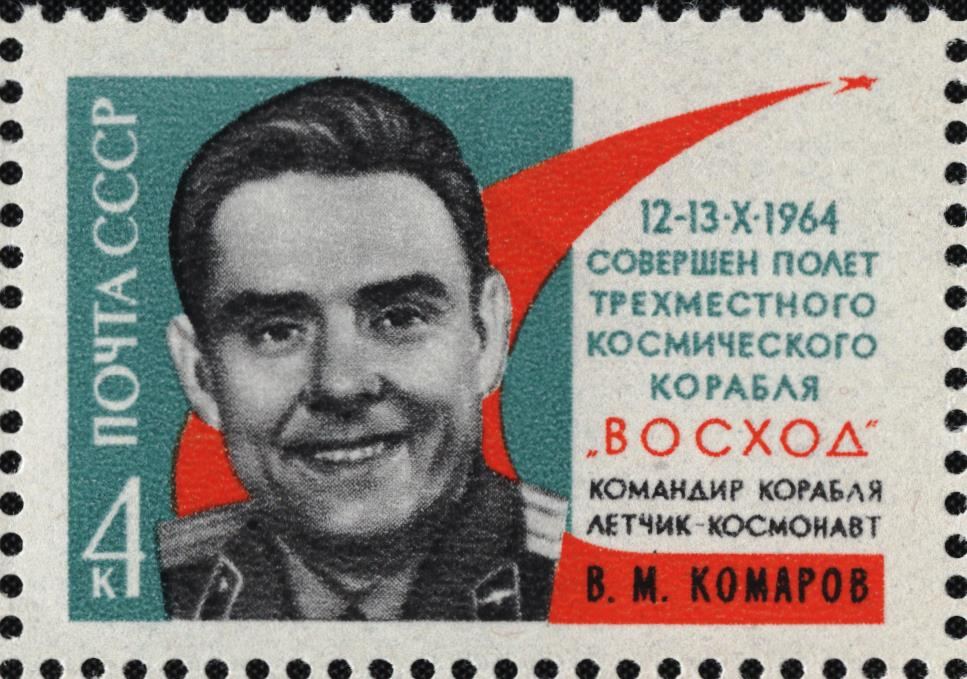
コマロフに敬意を表して発行された切手（1964年）

1967年、コマロフはソユーズ1号の指揮官に任命され、ユーリイ・ガガーリンがコマロフの控えの宇宙飛行士として任命された。宇宙飛行の準備期間中、2人は1日に12時間から14時間働いていた。4月23日、コマロフは単独でソユーズ1号に搭乗し、宇宙へ向けて打ち上げられた。
軌道投入の際、ソユーズ宇宙船の太陽電池パネルが完全には展開できなかったため、宇宙船に充分な電力が供給されず、一部の航行機器が見にくくなった。コマロフは以下のように報告した。
「まずい状況になった。船室の諸設定値は正常だが、左側の太陽電池パネルは展開しなかった。共通線の電流は13 - 14アンペアの程度で、短波帯の通信設備は機能せず、宇宙船を太陽側に向けられない。『DO-1』の方向制御エンジンを用いて、手動で宇宙船を太陽がある方向に向けようとしたが、『DO-1』の残圧は180まで低下してしまった」
コマロフは5時間にわたってソユーズ1号の方向制御を空しく試みた。機体は状態に関する信頼性の低い情報を送信していた。そして機体が地上側UHF受信機のカバー範囲外にある間、無線連絡を維持するはずであった短波帯送信機が故障したことで、軌道13から15で通信は失われた。その結果、ソ連政府は、宇宙飛行士にソユーズ1号の船外活動 (Extravehicular Activity) を遂行させる予定であったソユーズ2号の打上げを断念し、宇宙任務を打ち切ったのであった。
コマロフは軌道15 - 17にある間、イオン流動感知機を用いて機体の方向を再設定するよう指令を受けたが、イオン感知器は故障した。軌道19まで宇宙船の大気圏への再突入を手動で試みるための十分な時間は、もはやコマロフにはなかった。手動での方向転換の際には、宇宙船に据え付けられていたVzor潜望鏡装置を頼りにすることになるが、そのためにはコマロフが太陽を視認できる必要があった。着陸地点に指定されていたのはオルスク（オレンブルク州の東部）であり、ここに到達するためには、地球の夜側で逆方向に噴射せねばならない。コマロフは、機体を手動で地球の昼側に方向付けることにし、回転儀装置を基軸として活用し、地球の夜側で逆噴射を遂行するための宇宙船の方向付けに成功した。
機体は19回目の周回軌道で地球の大気圏への再突入には成功したが、機体に備わっていた減速用落下傘と常用の制動落下傘が正常に開かなかった。
4月24日、ソユーズ1号はオレンブルク州アダモフスキー地区に墜落した。まもなく機体から火の手が上がり、炎上した。

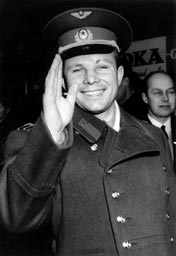
ユーリイ・ガガーリン

ニカラーイ・カマーニンは自身の日記の中で、ソユーズ1号は「秒速30 - 40mの速度」で地上へ墜落し、コマロフの遺骸については「直径30cm、長さ80cm、原型をとどめていない物体の塊が残っていただけだった」と記述した。
宇宙船の墜落から3時間以内に、ムスチスラフ・ケルディシュ (Мстисла́в Ке́лдыш) を始めとする宇宙計画委員会の委員たちが墜落現場に赴いた。21時45分、ニカラーイ・カマーニンは、コマロフの遺体を乗せてオルスク飛行場に向かい、ここで遺体はIL-18輸送機に積み込まれた。出発の10分前に、ニカラーイ・ドゥミートリエヴィチ・クィズニェツォフ (Николай Дмитриевич Кузнецов) と、宇宙飛行士を数人乗せたAn-12が着陸した。カマーニンは航空機を操縦し、翌朝早く、モスクワに到着した。モスクワ周辺の全飛行場は、天候が原因で離着陸が禁止されていたため、シェレミーチェヴァ国際空港に迂回せざるを得なかった。コンスタンチン・ヴィエルシーニンの命令により、コマロフの遺体は写真撮影の直後に火葬され、クレムリンの壁に埋葬されることとなった。
コマロフの遺骸はその日の朝に簡単な検死作業が行われ、その後に火葬された。
4月25日、コマロフの死に対する宇宙飛行士仲間による以下のような回答が、『プラヴダ』(Правда) に掲載された。
「先駆者にとって、これは常に険しい道程である。その道は一直線ではなく、急激な旋回、仕掛け、危険も潜んでいる。しかし、軌道に乗った者は、決してそこから離れようとはしない。そして、たとえどんな困難や障壁が待っていようとも、そのような人が自分の選んだ道から逸れてしまうほどの存在では決してない。宇宙飛行士は、心臓が動いている限り、常に宇宙に挑み続けるのだ。ヴラジーミル・コマロフは、この、移ろいやすく過酷な道のりに挑んだ最初の一人であった」
5月17日、ロシアの日刊紙『カムサモリスカヤ・プラヴダ』(Комсомольская Правда) による取材訪問に応じたユーリイ・ガガーリンは、宇宙飛行士団が特定していたソユーズ宇宙船の規格化部品の不安材料に耳を貸そうとしなかったソ連政府について仄めかし、コマロフが死んだことで、試験と評価をより厳格に実施するよう政治家に学ばせるべきだ、と主張した。ガガーリンは「宇宙船における全ての機構、検査と試験運転の全段階において、より注意深く、未知なるものとの遭遇に、より一層警戒することだ。彼は宇宙への道のりがどれほど危険を伴うものであるかを、身をもって示してくれた。彼の宇宙飛行とその死は、我々の勇気を奮い起こしてくれるだろう」と述べた。
1967年5月、ガガーリンとリェオーノフは、計画の最高責任者、ヴァシーリー・ミーシン (Васи́лий Ми́шин) の「ソユーズ宇宙船とその運用の詳細に関する知見のなさ、宇宙飛行や訓練活動における宇宙飛行士との協調の欠如」を糾弾し、ニカラーイ・カマーニンに対して、墜落事故の公式報告書で彼の名前を参考人として示すよう要請した。

## 栄誉

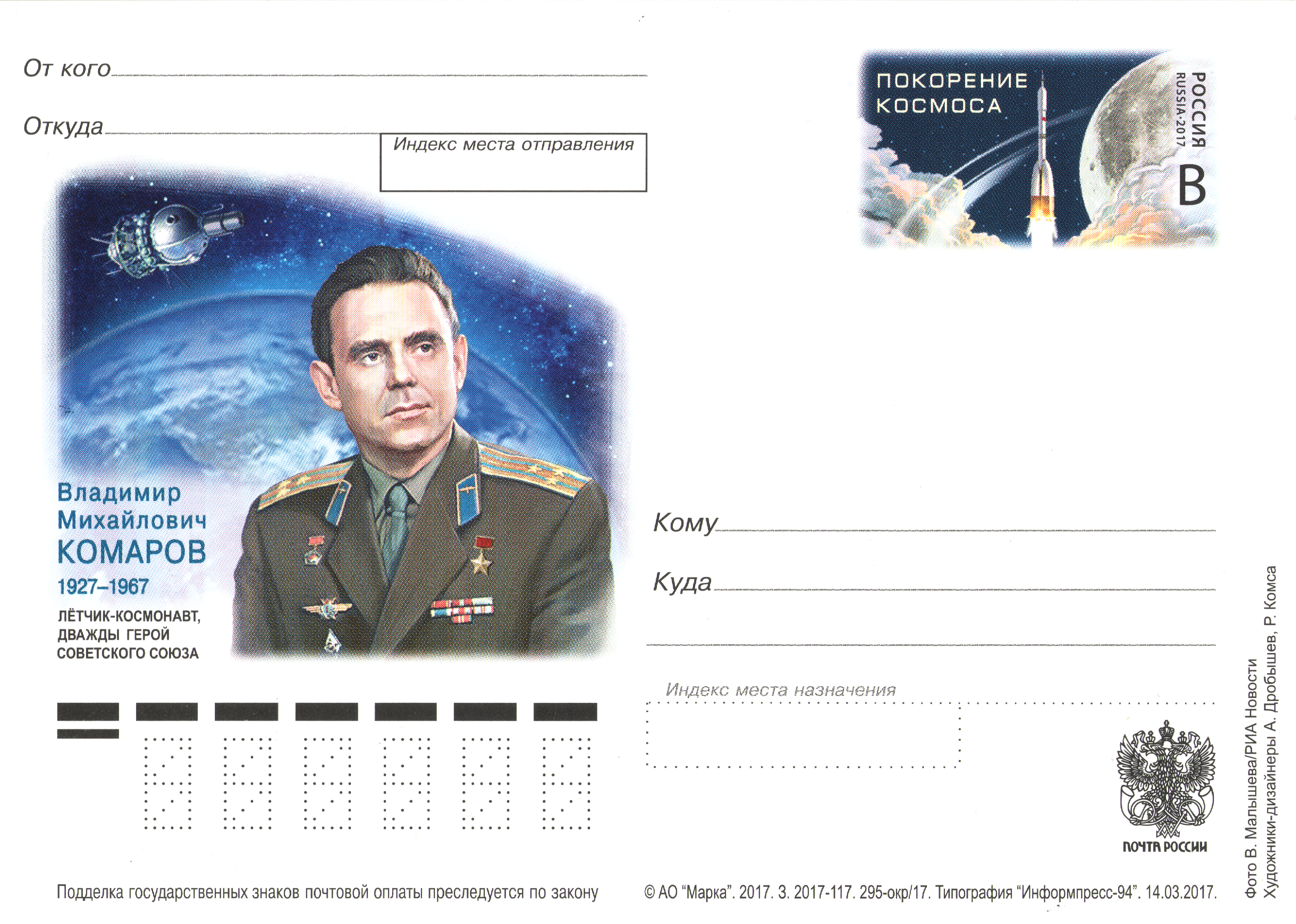
コマロフが描かれた官製葉書

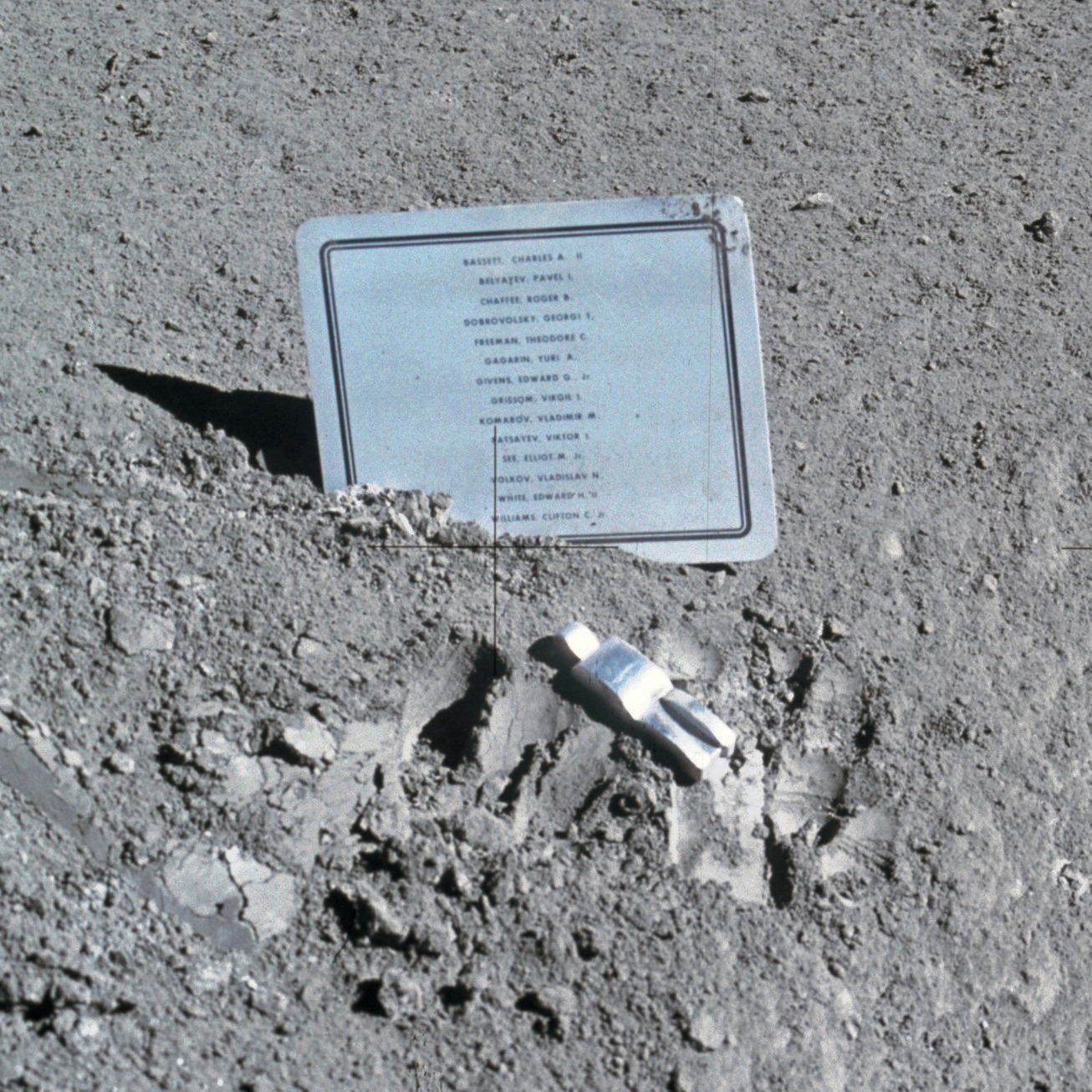
月面に残された、宇宙事故で死亡した宇宙飛行士を追悼する彫刻の銘板

- ソ連邦英雄・金星勲章（1964年10月19日、1967年）。
- レーニン勲章（1964年10月19日）[33]
- 未開地開拓功労勲章（1964年）
- 赤星勲章（1961年6月17日[33]）
- 「軍事功績」勲章（ロシア語版）(1956年12月30日[33]）
- ソ連操縦士＝宇宙飛行士
- 社会主義労働英雄（北ベトナム、1964年10月[33]）

### 死後の栄誉
1967年4月26日、コマロフはモスクワで国葬で葬られ、その遺灰は赤の広場にあるクレムリン壁墓所に埋葬された。アメリカの宇宙飛行士は、代表者を参列させたい、とソ連政府に要請したが、ソ連はこれを断った。
1967年4月24日付のソ連最高会議幹部会の布告により、ソユーズ1号の試験飛行中に示された英雄的行為と勇敢さに対し、コマロフは2つ目の金星勲章を授与された。ソ連邦英雄の勲章を2度受勲しているが、2度目は本人の死後に受勲となった。
1968年4月25日、オルスクの付近 -北緯51度21分41.67秒 東経59度33分44.75秒 / 北緯51.3615750度 東経59.5624306度- 、ソユーズ1号の墜落現場でコマロフの追悼式が行われた。カマーニンの日記によれば、この儀式には1万人を超える人々が参列し、「この行事のために何百kmもの距離を運転してきた人もいた」と記されている。墜落現場には記念碑が建てられた。
宇宙開発への貢献により、数カ国で発行された記念切手や初日封筒には、コマロフの写真が採用されている。初期のころのロシアの宇宙開発における他の著名人とともに、モスクワにある「宇宙飛行士横丁」にコマロフを追悼する胸像が建てられた。
アポロ11号による月面着陸任務で、ニール・アームストロング (Neil Armstrong) が月から離陸する前に着手した最後の任務は、コマロフ、ガガーリン、アポロ1号に搭乗したガス・グリソム (Gus Grissom)、エドワード・ホワイト (Ed White)、ロジャー・チャフィー (Roger Chaffee) に対する栄誉と追悼の品を置くことであった。
コマロフの名前は、1971年8月1日、アポロ15号の司令官、デイヴィッド・スコット (David Scott) が月の表面のハドリー・リル (Hadley Rille) に残した、亡くなったNASAの宇宙飛行士とソ連の宇宙飛行士への敬意を込めて、「Fallen Astronaut」と題した小さな彫刻の記念碑（銘板）にも記されている。この記念碑は、宇宙空間および月への到達を目指す過程で命を落とした宇宙飛行士への追悼を象徴する。
1971年に発見された小惑星は、月の表面にあるクレーターと同じく、コマロフにちなんで命名された。コマロフとこの小惑星から着想を得た作曲家のブレット・ディーン (Brett Dean) が、2006年にサイモン・ラトル (Simon Rattle) の依頼を受けて作曲した。この曲は「Komarov's Fall（コマロフの墜落）」と命名され、EMI Classics から発売された、サイモン・ラトル指揮、ベルリン・フィルハーモニー管弦楽団のアルバム『The Planets』（ホルストの組曲『惑星』）に収録されている。
国際宇宙航空連盟 (Fédération Aéronautique Internationale) の「V・M・コマロフ・ディプロマ」(V.M. Komarov Diploma) は、コマロフにちなんで命名された。
ソユーズ1号の事故当時、貨物船「ゲニチェスク」が調査船に改装中であったが、コマロフが死亡したのち、「宇宙飛行士ヴラジーミル・コマロフ」に改名された。この船は22年間にわたって運用され、1989年5月22日、最後の遠征からオデッサに帰還した。バルト海の海盆に移設され、改装されたのち、科学研究に使用された。1994年、この船はスクラップにされ、インドに売却された。

## 私生活と家族
1950年10月に結婚したヴァレンチーナとの間に、息子のイェヴゲーニイ、娘のイリーナをもうけている。